# Universitat de Buenos Aires
La Universitat de Buenos Aires (UBA) (en castellà: Universidad de Buenos Aires), fundada el 12 d'agost de 1821 a la ciutat de Buenos Aires, és la major universitat de l'Argentina i una de les més prestigioses d'Amèrica, ja que en el Rànquing de Xangai de 2021 estava classificada entre la 201 i la 300 del mon, i la millor considerada d'Argentina.
Com la resta d'universitats nacionals argentines, depèn econòmicament de l'Estat però és autònoma, lliure, laica i gratuïta. En ser autònoma, posseeix el seu propi sistema de govern, format des de la Reforma Universitària de 1918 per representants de professors, estudiants i graduats. La llibertat de càtedra promou que existeixi més d'una que dicti cada matèria, seleccionant els docents a través d'un mecanisme de concurs i avaluació per jurats. L'ensenyament de grau és completament gratuïta sense excepció des de 1949, any en què es va promulgar el Decret 29.337 a través del qual el llavors president Juan Domingo Perón va eliminar la imposició dels aranzels vigents fins al moment.
L'ingrés a la universitat és il·limitat, encara que des de 1985 el primer any de gairebé totes les carreres està constituït pel Cicle Bàsic Comú (CBC), que ha de ser aprovat abans de poder ingressar a la facultat corresponent. Està conformada per tretze facultats, el Cicle Bàsic Comú, el Col·legi Nacional de Buenos Aires, l'Escola Superior de Comerç Carlos Pellegrini, l'Institut Lliure de Segon Ensenyament, l'Escola d'Educació Tècnico-Professional en Producció Agropecuària i Agroalimentària, vuit centres universitaris regionals, el Centre Cultural Ricardo Rojas, l'Editorial Universitaria de Buenos Aires (Eudeba), el Cinema Cosmos, quinze museus i cinc unitats assistencials. L'any 2006 tenia un total de 72 carreres de grau, en les quals dictaven classe 28.490 docents. Prop del 30% de la investigació científica del país es realitza en aquesta institució. Quatre dels cinc guanyadors argentins del Premi Nobel han estat estudiants i professors d'aquesta universitat.

## Història

### Primers anys
A diferència d'altres ciutats importants de les Amèriques colonials espanyoles, Buenos Aires no comptava amb una universitat pròpia durant l'època colonial. El Virregnat del Riu de la Plata era relativament menys important en comparació amb altres regions de l'Amèrica del Sud espanyola, ja que la major part de l'activitat econòmica es basava al voltant de la serralada dels Andes. La tasca cultural i educativa a Buenos Aires va ser duta a terme per membres de la Companyia de Jesús, i dins del virregnat, Córdoba, Chuquisaca i Santiago de Xile ja comptaven amb universitats.

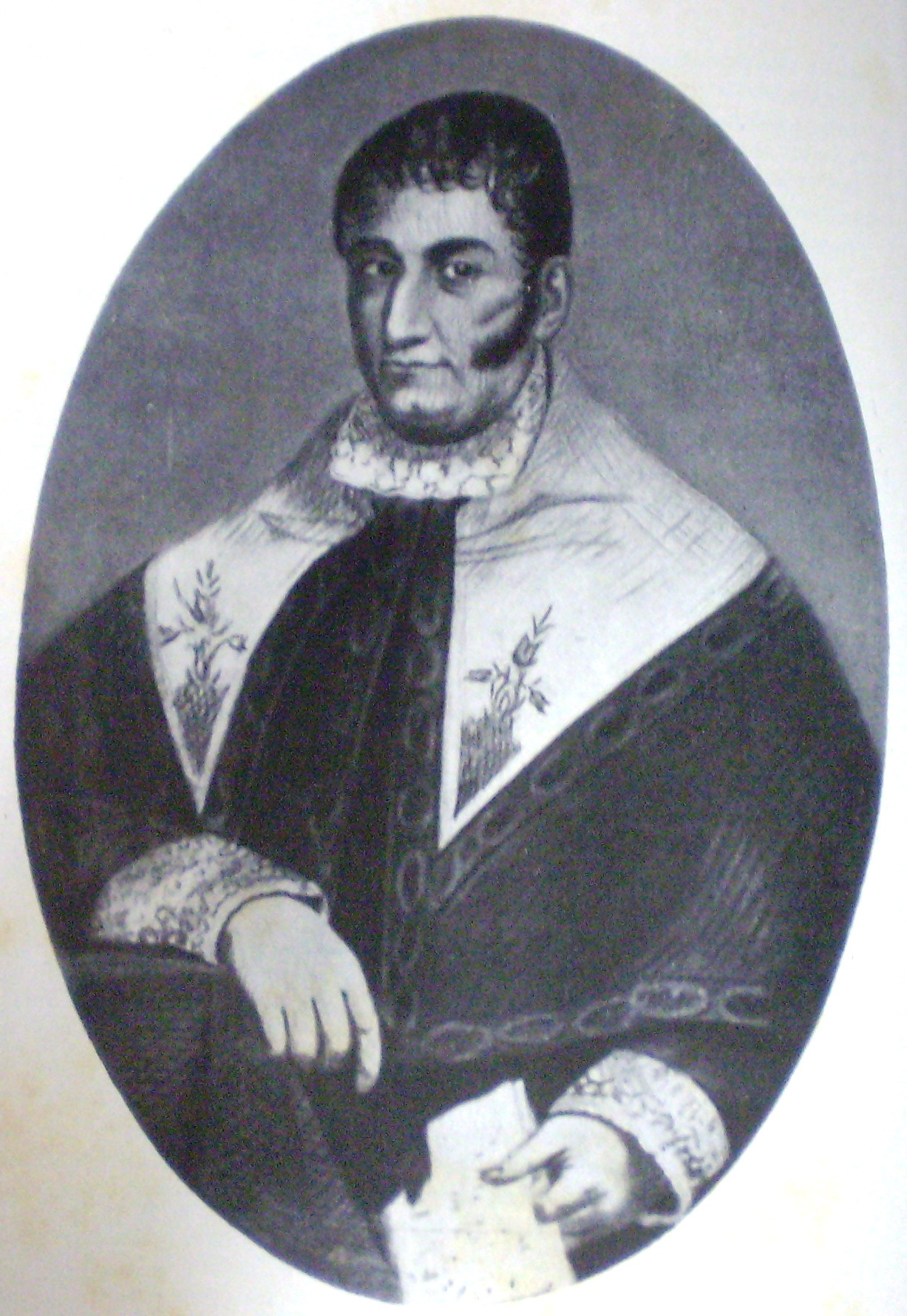
Antonio Sáenz, primer rector de la Universitat de Buenos Aires

Després de la Revolució de Maig de 1810 i la Declaració d'Independència de l'Argentina de 1816, es va enfortir l'impuls per una universitat a la capital de la nació recentment independent. El 12 d'agost de 1821, la Universitat de Buenos Aires va ser fundada oficialment mitjançant un decret del governador Martín Rodríguez. En l'acte inaugural de la universitat, el clergue i estadista Antonio Sáenz va ser nomenat/batejat primer rector.
Durant els primers anys d'existència de la universitat, el conflicte entre els defensors d'un enfocament laïcista de l'educació universitària i els defensors de l'enfocament religiós tradicional va dividir tant estudiants com professors. Des del principi, les institucions existents es van fusionar a la universitat per tal de garantir un alt nivell de professionalitat i organització: els cursos de matemàtiques, dibuix, ciències nàutiques i història natural es van transferir del Consolat de Buenos Aires, l'Institut Mèdic Militar i el Col·legi/Universitatde la Unió del Sud. A més, es van incorporar professors i cursos de dret de l'Acadèmia de Jurisprudència. Això va permetre a la universitat començar a impartir graus de medicina i dret des del moment de la seva fundació.

### Els desenvolupaments a mitjans delseglexix
L'accés lliure a la universitat va ser suspès durant el govern del cabdill Juan Manuel de Rosas, i el nombre d'estudiants va disminuir considerablement. Les retallades pressupostàries imposades pel govern de Rosas van significar que els professors ja no cobraven, i el Departament de Ciències Exactes gairebé es va veure obligat a tancar. Durant aquest període, Francisco Javier Muñiz va començar a fer els primers passos en el camp de la paleontologia a l'Argentina i es va convertir en degà de la Facultat de Medicina. La situació es va normalitzar després de la caiguda de Rosas a la batalla de Caseros el 1852. El nou govern de l’estat de Buenos Aires va prioritzar la millora de les condicions de la universitat; les elits polítiques van començar a veure l'educació superior com una part necessària de les properes etapes de consolidació i estabilització del país.

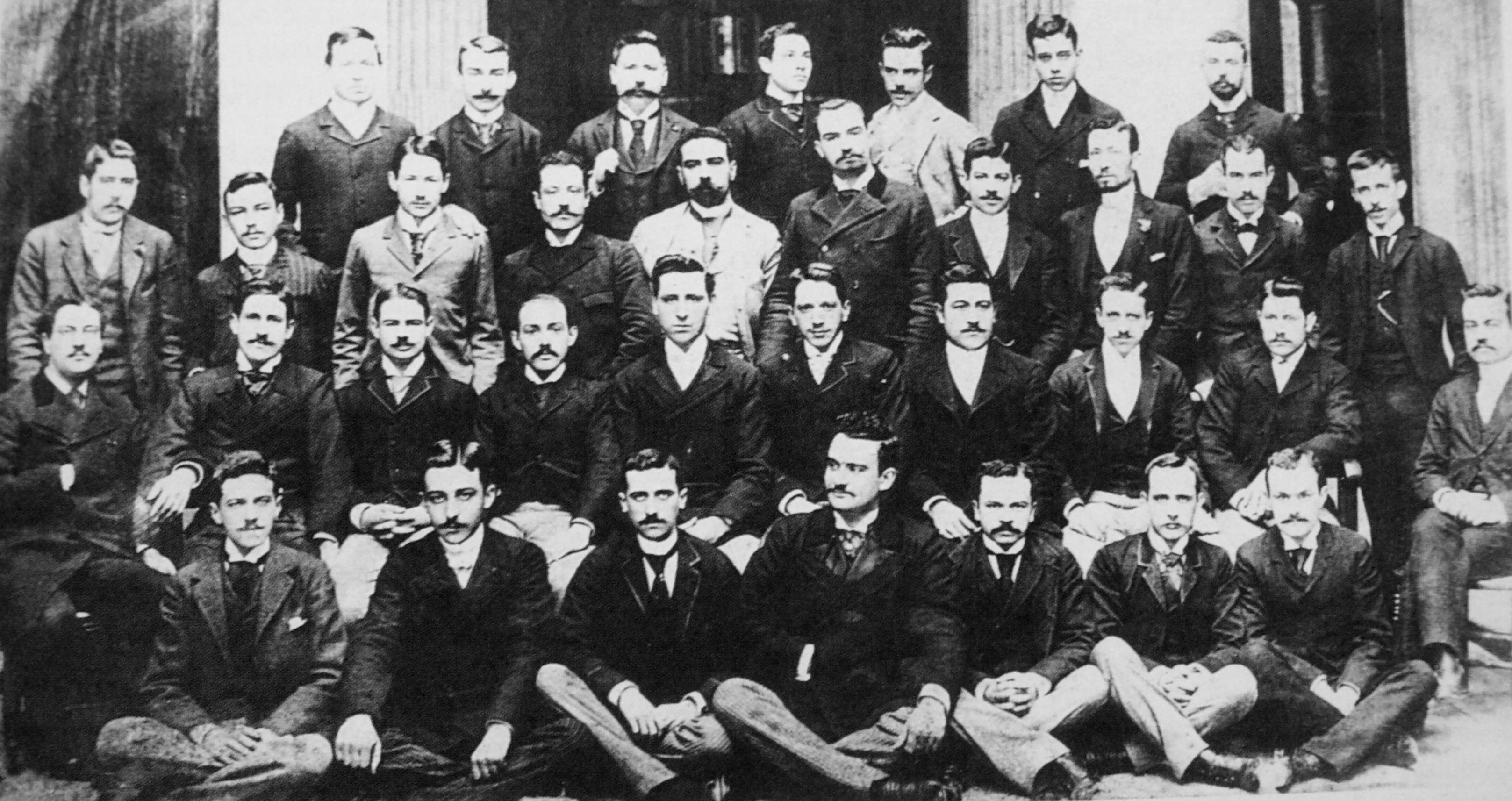
Promoció de 1891, Facultat de Dret de la UBA. Entre els advocats recent graduats hi ha Marcelo T. de Alvear i Leopoldo Melo

El 1863, la universitat va establir el Colegio Nacional de Buenos Aires; l’Escola Superior de Comerç va seguir el 1890. El 1869, els dotze primers enginyers argentins es van graduar a la Universitat de Buenos Aires; d'ara endavant serien coneguts com els Dotze Apòstols. Entre ells hi havia Valentín Balbín, que esdevindria president de la Sociedad Científica Argentina. El 1891, el departament de ciències naturals va prendre el nom de Facultat de Ciències Exactes, Físiques i Naturals, i, el 1896, també es va establir un doctorat especial de química. L'any 1909, la UBA també havia creat les facultats d'Agronomia i Ciències Veterinàries, així com l'Institut d'Alts Estudis Comercials i de Ciències Econòmiques.
La federalització de Buenos Aires el 1881 va fer que la universitat depengués de l'estat nacional argentí. Durant la Generació del 80, un període marcat per l'elitisme conservador de la classe política argentina, la Universitat de Buenos Aires va fer grans progressos en la seva recerca científica, ja que les elits governants van seguir els ideals del positivisme i el cientificisme populars a finals del segle xix. La dècada de 1880 també va estar marcada per les primeres dones graduades de la universitat, Élida Passo (farmàcia) i Cecilia Grierson (medicina). Tanmateix, aquestes eren excepcions a la regla en un entorn dominat pels homes, tal com encaixava amb els costums de la societat argentina de l'època.

### Reforma universitària de 1918

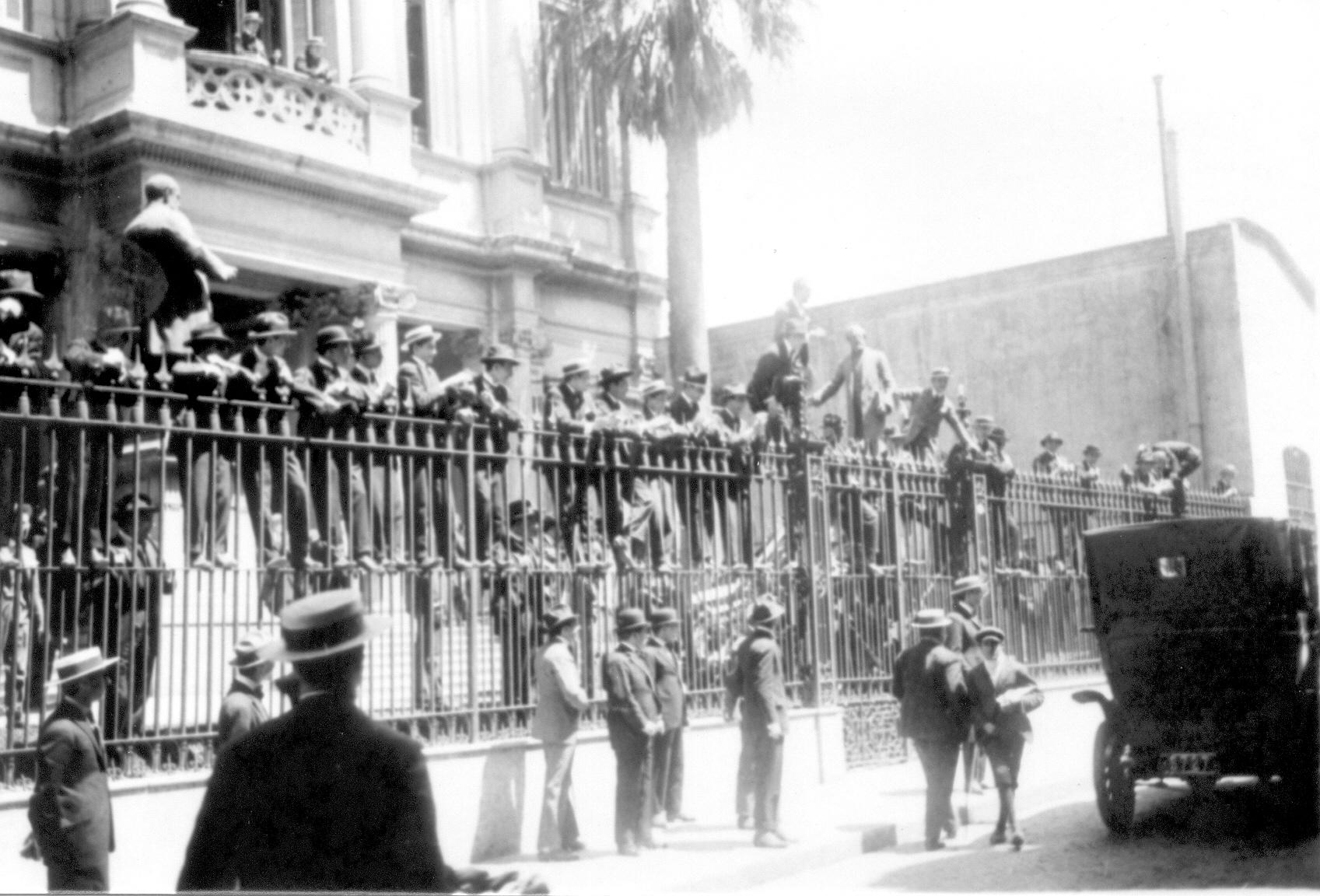
Presa de possessió estudiantil de la Facultat de Dret de la UBA el 1919

La nova prosperitat que va experimentar l'Argentina a principis del segle XX va permetre que els fills d'immigrants (principalment europeus), la nova classe mitjana argentina, assistissin a la universitat per primera vegada. El juny de 1918, un moviment polític i cultural impulsat per estudiants de la Universitat Nacional de Còrdova va causar una onada de xoc a tota l'Amèrica Llatina: els estudiants protestaven per una major autonomia a les universitats, autoritats elegides democràticament i cogovernança, i concursos oberts per a llocs de professorat. La reforma va establir la llibertat de les universitats per definir el seu propi pla d'estudis i gestionar el seu propi pressupost sense interferències del govern central. Això ha tingut un efecte profund en la vida acadèmica de les universitats a través del procés de nacionalització que compta amb llibertat acadèmica i independència al llarg de la vida universitària.
La Reforma Universitària va atorgar a la UBA (així com a totes les altres universitats públiques de l'Argentina) una de les característiques clau de la seva vida institucional, que es manté fins avui: institucions i autoritats cogovernades i elegides democràticament.
El 1923, Ernesto de la Cárcova, pintor de belles arts i professor acadèmic, va crear el Departament d'Extensió de l'Ensenyament de Belles Arts, conegut com l'Escola Superior d'Art de la Nació en castellà Escuela Nacional Superior de las Artes, prèviament gremiat el 1905 com a Acadèmia Nacional de Belles Arts el 1905, prenent els seus llargs orígens de la fundació de la Societat Nacional d'Arts Stimulus. pels pintors Eduardo Schiaffino, Eduardo Sívori, i altres. Des de 1993, aquest Departament d'Extensió Artística es va convertir en una institució independent coneguda com IUNA Instituto Universitario Nacional de las Artes, després, el 2014, es va convertir en la Universitat Col·legiata UNA Universidad Nacional de las Artes.

### Dècada del 1940–1960
El cogovern i l'autonomia de la universitat van ser suspesos durant la presidència de Juan Domingo Perón, a partir de 1946. El govern de Perón també va fer que l'accés a les universitats públiques fos completament gratuït, mitjançant el Decret 29.337, el novembre de 1949. Això va representar l'inici de l'accés sense restriccions a la cultura, l'educació superior i la professionalització per a la classe treballadora. De 1935 a 1955, el nombre d'estudiants matriculats a la UBA va créixer de 12.000 a 71.823.
A la dècada del 1940 també es van crear la Facultat d'Odontologia i la Facultat d'Arquitectura i Urbanisme, ambdues mitjançant lleis aprovades pel Congrés Nacional.

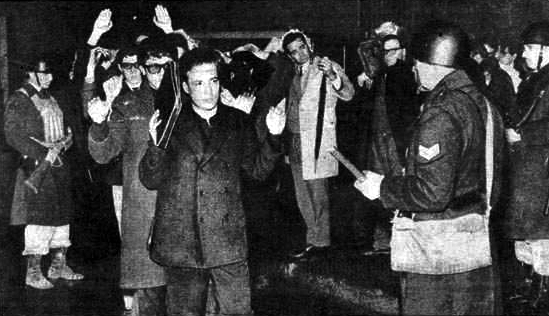
La Nit dels Porres Llargs, 29 de juliol de 1966

La Revolució Libertadora de 1955 va restablir l'autonomia i el cogovern de la universitat, però també va perseguir els peronistes i els esquerrans dins de la universitat, cosa que va provocar l'expulsió i l'exili de centenars de professors. Es van establir llistes negres per als professors universitaris, i la UBA va ser una de les institucions més afectades. Durant la dictadura de Juan Carlos Onganía es va produir més repressió i persecució, que va intervenir totes les universitats i va aplicar la censura a gran part dels continguts de les universitats. El 29 de juliol de 1966, després d'una ocupació estudiantil de cinc facultats de la UBA, les autoritats estatals van desallotjar les autoritats legítimament electes d'aquestes facultats i van expulsar violentament estudiants, graduats i professors de les instal·lacions. Els estudiants protestaven contra el cop d'estat de 1966, que havia deposat el president constitucional Arturo Illia. L'esdeveniment es coneixeria com la Nit de los Bastones Largos.
La Nit dels Porres Llargs va acabar amb més de 400 persones detingudes i diversos laboratoris i biblioteques destruïts per les autoritats estatals. En els mesos següents, centenars de professors van ser acomiadats o obligats a deixar els seus càrrecs. Molts van anar a l'exili: en total, s'estima que 301 professors, dels quals 215 eren investigadors, van abandonar l'Argentina després dels fets del 29 de juliol de 1966.

### Dècada del 1970
El retorn de Juan Domingo Perón al poder mitjançant eleccions democràtiques el 1973 va marcar l'inici d'una nova era per a la Universitat de Buenos Aires. El 1974, una nova llei (Llei 20.654) va establir el dret de totes les universitats nacionals i públiques a l'autonomia acadèmica i a l'autarquia administrativa i econòmica. En contradicció amb la llei d'autonomia universitària, l'esposa i successora de Perón, Isabel Perón, va nomenar el feixista confess Alberto Ottalagano com a interventor de la universitat el 1974. Ottalagano va iniciar una ferotge campanya de persecució dins de la universitat, dirigida a estudiants i professors sospitosos de ser simpatitzants de l’esquerra peronista. Durant l'administració d'Ottalagano, fins a 4000 professors van ser acomiadats (inclòs el premi Nobel de Química Luis Federico Leloir) i quatre estudiants van ser desapareguts per l'Estat.
Un període intensificat de terrorisme d'estat va seguir al cop d'estat de 1976, que va portar al poder la dictadura del Procés de Reorganització Nacional. Professors i estudiants van desaparèixer independentment de les seves afiliacions polítiques, ja que les universitats públiques eren sospitades de ser brous de cultiu per a simpatitzants d'esquerres i subversius. A més, la producció investigadora i els plans d'estudis de la universitat van ser objecte de censura sistèmica, i centenars i milers de llibres van ser cremats (inclosos fins a 90.000 llibres publicats per Eudeba, la pròpia editorial universitària de la UBA). La dictadura va anul·lar els principis de cogovernança i va establir exàmens d'accés, va disminuir les quotes d'accés, va eradicar l'educació gratuïta i va suspendre títols sencers. Tots els edificis i establiments de la universitat van ser posats sota vigilància per part de les forces de seguretat de l'estat.

### Des dels anys vuitanta fins a l'actualitat
L'autonomia i el cogovern de la universitat es van restablir amb el retorn de la democràcia el 1983. El 1985, la universitat va establir el Cicle Bàsic Comú (CBC), un conjunt fix d'assignatures que tots els aspirants a estudiants de la UBA han d'aprovar per poder matricular-se a la universitat. El CBC va substituir els antics exàmens d'accés i va intentar igualar les condicions per a tots els estudiants. Aquell mateix any, es va establir la Facultat de Psicologia, convertint-se en la dotzena facultat de la universitat.
A més, el 1985 es va signar un acord entre la universitat i el Sistema Penitenciari Federal, creant el que més tard es convertiria en el sistema UBA XXII. La UBA XXII permet a totes les persones detingudes a les presons federals matricular-se a la UBA i estudiar cursos de postgrau mentre estan privades de llibertat. El 1988 es va establir la Facultat de Ciències Socials, convertint-se en la facultat més jove de la UBA.

## Galeria

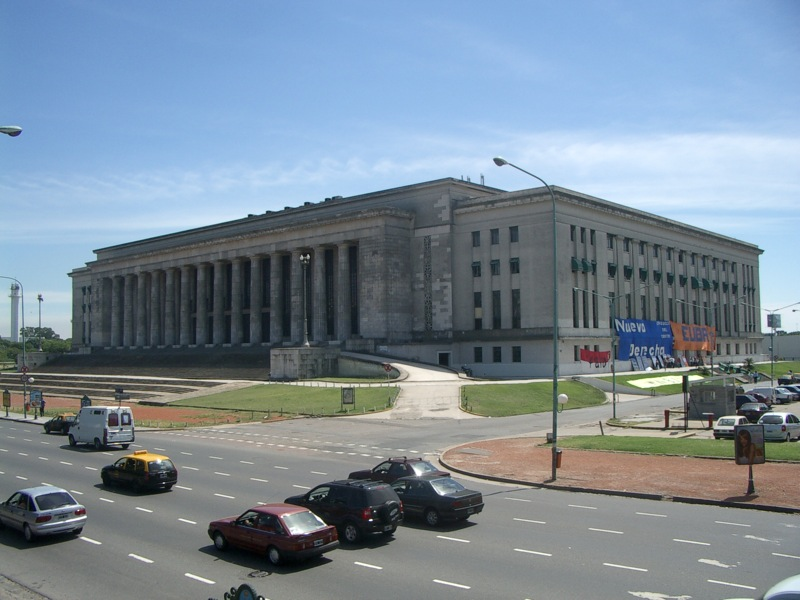
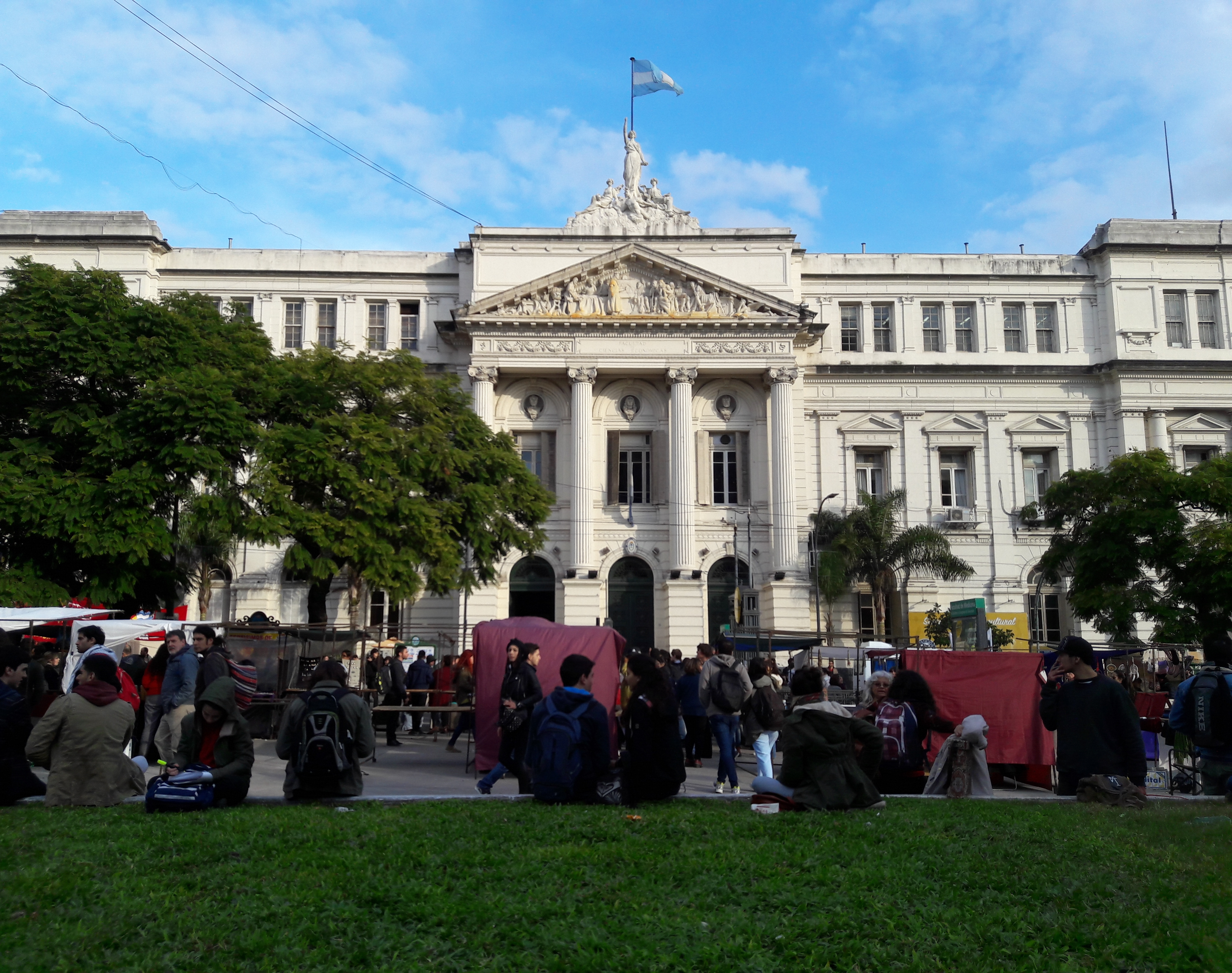
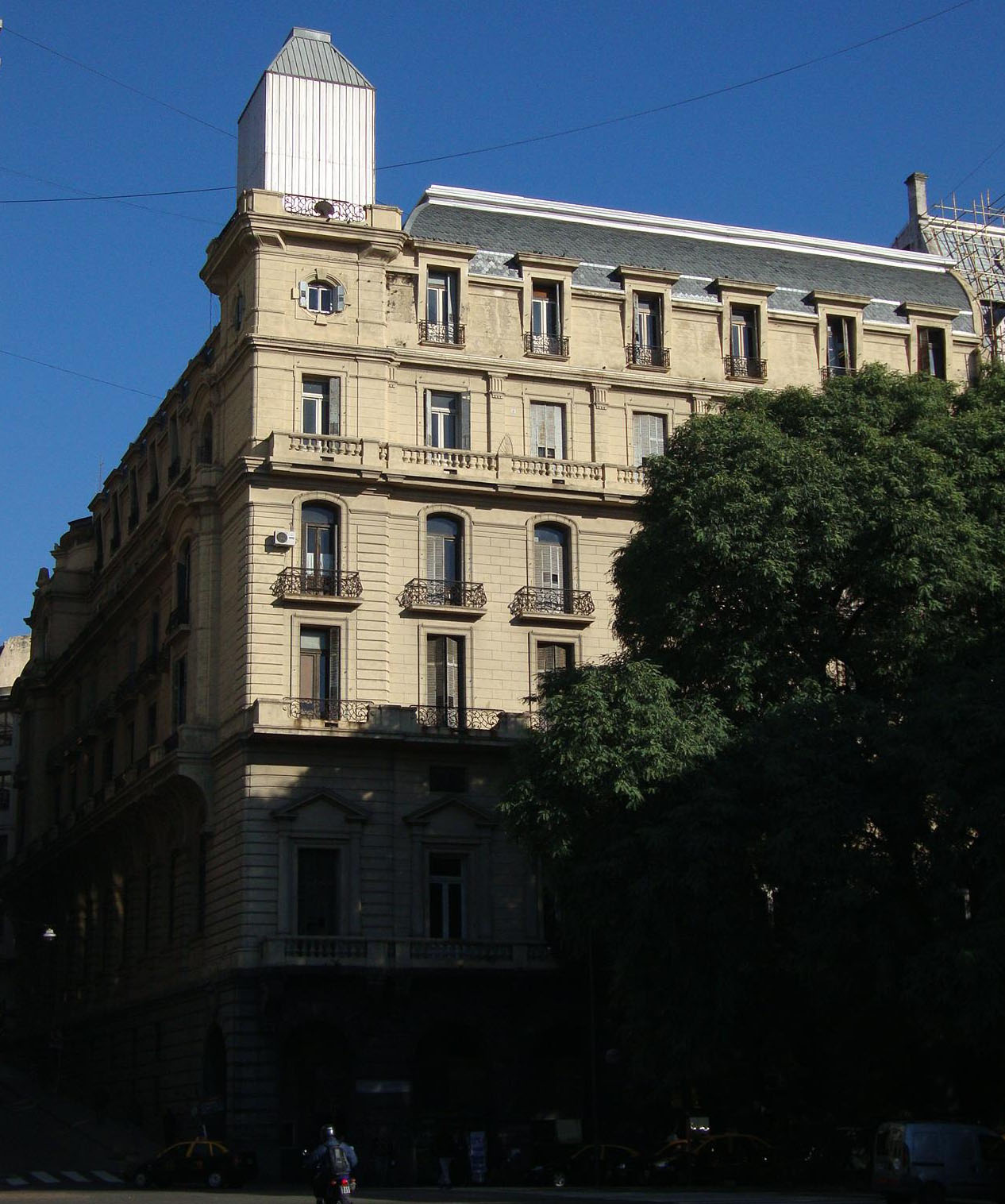
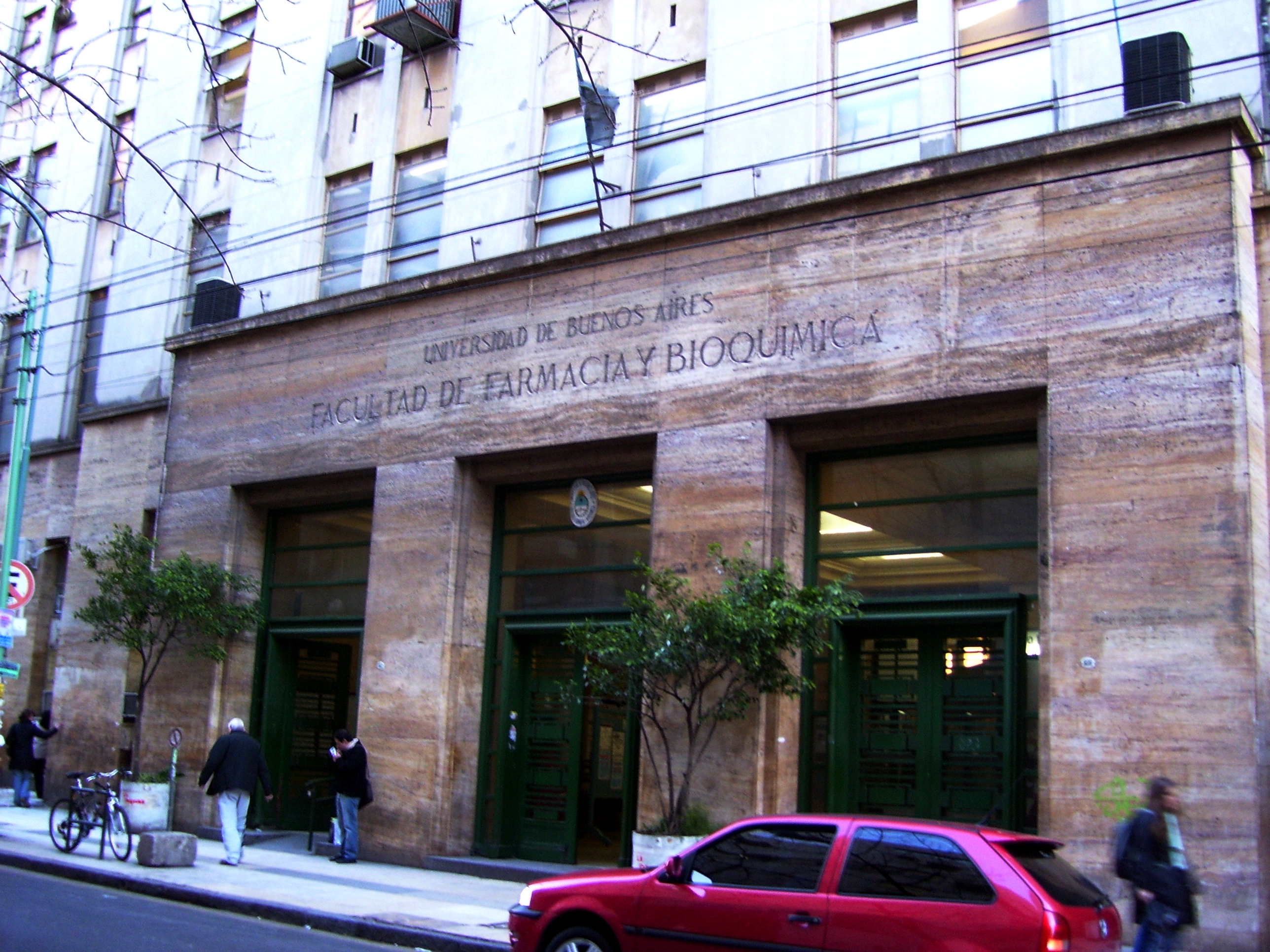
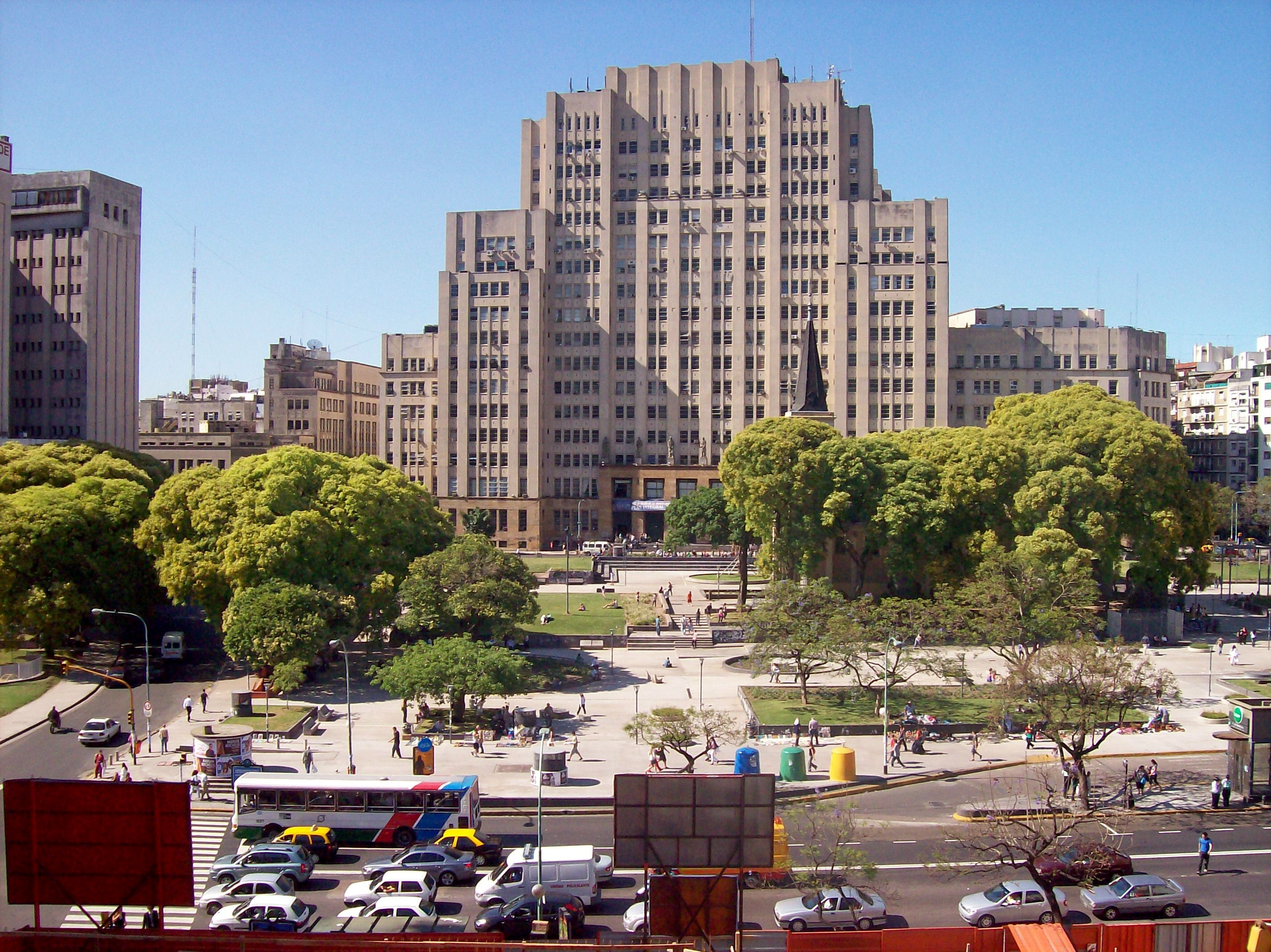
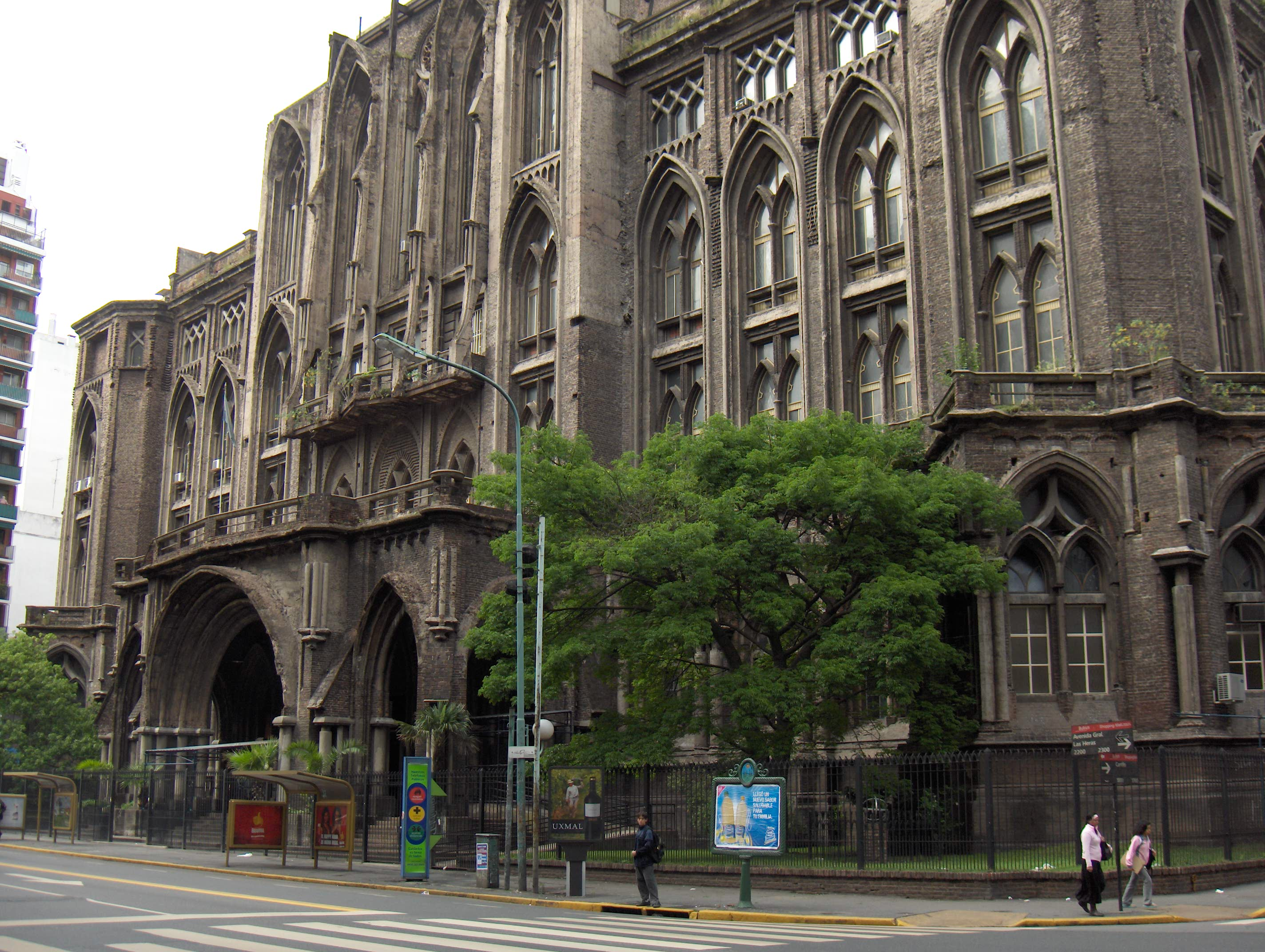